# Nothypsa
Nothypsa là một chi bướm đêm thuộc họ Geometridae.